# Valico di Santa Maria Maddalena
Der Valico di Santa Maria Maddalena ist ein 1465 m s.l.m. hoher Gebirgspass im Zentralapennin in Italien. Er liegt in der Provinz Macerata in der Region Marken und verbindet über die Provinzialstraßen SP 47 und 120 die Fraktion San Lorenzo al Lago der Gemeinde Fiastra im Westen mit Sarnano im Osten.

## Lage
Der Valico di Santa Maria Maddalena befindet sich in den Sibillinischen Bergen, wobei die Passhöhe die östliche Grenze des Nationalpark Monti Sibillini bildet. Sie liegt zwischen den Gipfeln des Pizzo di Meta (1576 m) und Monte Valvasseto (1526 m).
Unweit der Passhöhe befindet sich das Skigebiet Sassotetto–Santa Maria Maddalena.

## Auffahrten
Die Westauffahrt hat ihren Ausgangspunkt in San Lorenzo al Lago, das am Ufer des Lago di Fiastra liegt. Dabei weist sie auf einer Länge von 15,5 Kilometern eine durchschnittliche Steigung von 5 % auf. Die ersten drei Kilometer führen nahezu flach durch die Ortschaften Vescia und Campicino, ehe die Straße stärker zu steigen beginnt. Acht Kilometer vor der Passhöhe müssen vier Kilometer mit mehr als 8 % absolviert werden, ehe die letzten vier Kilometer zunächst auf 5 % und später auf 3 % abflachen.
Die Ostauffahrt von Sarnano ist 13,1 Kilometer lang und weist eine durchschnittliche Steigung von 7,4 % auf. Die Auffahrt verläuft unrhythmisch, wobei sich steilere Kilometer mit kurzen Flachstücken abwechseln. Nachdem die Ortschaften Brilli, Margani, Stinco und Piobbico durchfahren wurden, wird der anspruchsvollste Abschnitt etwa sieben Kilometer vor der Passhöhe erreicht. Hier steigt die Straße für 2000 Meter im Schnitt mit rund 10 % an. Auf den letzten drei Kilometern wird das letzte und längste Flachstück bei Sassotetto erreicht.
Alternativ kann der Valico di Santa Maria Maddalena auch über die SP 5 aus nördlicher Richtung erreicht werden.

## Radsport
Auf der Passhöhe befindet sich eine Stele des verstorbenen Radprofis Michele Scarponi, der im Jahr 2017 bei einer Trainingsfahrt in seinem Geburtsort Filottrano tödlich verunglückte. Bei der Tirreno–Adriatico 2009 fuhr er als Erster über die Passhöhe und konnte im Anschluss die Etappe und Rundfahrt für sich entschieden.
Die Fernfahrt Tirreno–Adriatico führte auch in den Jahren 2010 und 2011 über den Valico di Santa Maria Maddalena, ehe in den Jahren 2018, 2020 und 2023 Bergankünfte in Sassotetto lagen. Etappensieger wurden dabei Mikel Landa, Simon Yates und Primož Roglič.
Der Giro d’Italia führte bislang zweimal über den Pass. Die Erstbefahrung erfolgte im Jahr 1987 im Rahmen der 11. Etappe, die von Giulianova über 245 Kilometer nach Osimo führte. Der Pass wurde dabei etwa zur Hälfte der Renndistanz von der Ostauffahrt als Valico di Satto Tetto überquert, wobei sich der Italiener Roberto Conti die Bergwertung sicherte. Die zweite Befahrung erfolgte beim Giro d’Italia 1990 ebenfalls aus östlicher Richtung.
Im Jahr 2025 führte der Giro d’Italia auf der hügligen 8. Etappe über den Valico di Santa Maria Maddalena. Der Pass wurde dabei als Bergwertung der 1. Kategorie zur Hälfte der Renndistanz aus östlicher Richtung befahren, ehe die Strecke über den Passo Salegri nach Castelraimondo führte. Damals führte Lorenzo Fortunato über die Passhöhe.
| Jahr | Etappe     | Bergwertung  | Fahrer            | Auffahrt |
| ---- | ---------- | ------------ | ----------------- | -------- |
| 1987 | 11. Etappe | GPM          | Roberto Conti     | Ost      |
| 1990 | 6. Etappe  | GPM          | Phil Anderson     | Ost      |
| 2025 | 8. Etappe  | 1. Kategorie | Lorenzo Fortunato | Ost      |